# Châtillon (Hauts-de-Seine)
Châtillon is een gemeente in het Franse departement Hauts-de-Seine (regio Île-de-France). De gemeente telde 36.224 inwoners op 1 januari 2022. De plaats maakt deel uit van het arrondissement Antony.

## Geografie
De oppervlakte van Châtillon bedroeg op 1 januari 2022 2,92 vierkante kilometer; de bevolkingsdichtheid was toen 12.405,5 inwoners per km².
De onderstaande kaart toont de ligging van Châtillon met de belangrijkste infrastructuur en aangrenzende gemeenten.

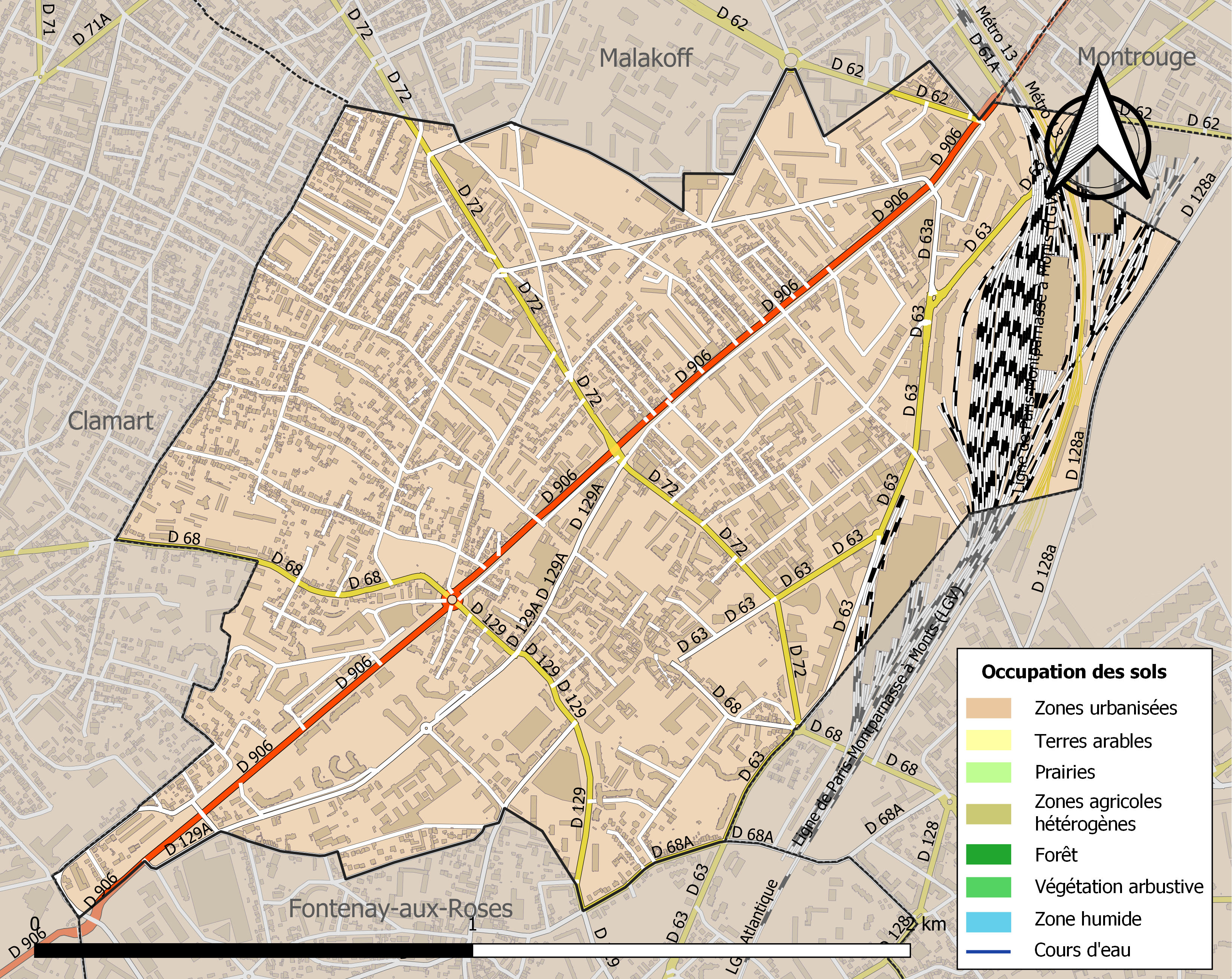

## Demografie
Onderstaande figuur toont het verloop van het inwonertal (bron: INSEE-tellingen).

## Overleden
- Martha Stettler (1870-1945), Zwitserse kunstschilderes